# Melrose (Massachusetts)
Melrose è una città degli Stati Uniti d'America facente parte della contea di Middlesex nello stato del Massachusetts. 
Situata a nord-est di Boston, distante da quest'ultima pochi chilometri, Melrose fa parte di un gruppo di piccole città conglomerate nell'apparato urbanistico della più grande metropoli del New England.
Melrose è situata in una zona dall'aspetto frastagliato e collinare, con minima presenza di zone pianeggianti.
È la tipica piccola cittadina americana, formata prevalentemente da piccole case in legno e senza zone industriali.
Dal punto di vista climatico, la città presenta una forte escursione termica dall'estate all'inverno.
Durante il periodo caldo è normale leggere sul proprio termometro anche 35 °C.
Ma è altrettanto normale assistere a forti nevicate e ghiacciate nel periodo invernale.
Nel suo territorio sono presenti una scuola elementare e una scuola superiore.